# Protomegabaria macrophylla
Protomegabaria macrophylla är en emblikaväxtart som först beskrevs av Ferdinand Albin Pax, och fick sitt nu gällande namn av John Hutchinson. Protomegabaria macrophylla ingår i släktet Protomegabaria och familjen emblikaväxter. Inga underarter finns listade i Catalogue of Life.